# دلدول (استان جلفه)
دلدول (به عربی: دلدول) یک شهرداری در الجزایر است که در استان جلفه واقع شده‌است. دلدول ۱۳٬۱۷۱ نفر جمعیت دارد.